# Da Mayerling a Sarajevo
Da Mayerling a Sarajevo (De Mayerling à Sarajevo) è un film del 1940 diretto da Max Ophüls.

## Trama
Una ricostruzione abbastanza fedele dei fatti che portarono allo scoppio della prima guerra mondiale: la travagliata e difficile storia d'amore tra l'erede al trono Francesco Ferdinando e la duchessa Sofia e i giochi di potere della corte asburgica che non solo non permette loro di vivere liberamente e serenamente il loro amore ma tende a mantenere un potere assoluto sul territorio dove convivono diversi popoli e diverse etnie.